# Stato di Deseret
Lo Stato di Deseret fu un territorio temporaneo degli Stati Uniti, proposto nel 1849 da coloni della Chiesa di Gesù Cristo dei santi degli ultimi giorni insediati a Salt Lake City. 
Lo Stato provvisorio esistette per poco meno di due anni ma non fu mai riconosciuto dagli Stati Uniti. Il nome deriva dalla parola giaredita per "ape mellifera" nel Libro di Mormon.

## Storia

### Proposta di creazione

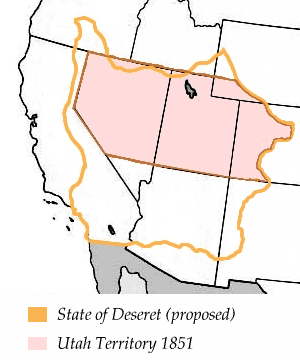
Confini dello Stato di Deseret e del Territorio dello Utah.

Quando i pionieri mormoni si stabilirono nella Valle del Lago Salato, vicino al Gran Lago Salato, nel 1847, desiderarono creare una nazione riconosciuta dagli Stati Uniti.
Inizialmente Brigham Young, il presidente della chiesa, volle che fosse riconosciuto lo status di Territorio e mandò John Milton Bernhisel a est, a Washington con una petizione per lo status territoriale. Quando California e Nuovo Messico stavano per entrare negli Stati Uniti con il titolo di stati, Young cambiò idea e decise di proporre una petizione per la creazione di uno Stato.
Nel marzo 1849, capendo che non avevano abbastanza tempo per seguire la normale procedura, Young ed un gruppo di Anziani della chiesa stilarono una costituzione ispirata a quella dell'Iowa, dove i mormoni si erano precedentemente insediati, e inviò l'atto legislativo e la costituzione a Washington con un secondo messaggero.

### Territorio di Deseret
Lo Stato provvisorio era un progetto audace, che comprendeva molti territori ceduti dal Messico agli Stati Uniti dopo la guerra con il Messico, terminata nel 1848.
La zona rivendicata dai mormoni si estendeva all'incirca nell'area tra la Sierra Nevada e le Montagne Rocciose e dal confine con il Messico fino al Territorio dell'Oregon, comprese le aree costiere della California del sud con Los Angeles e San Diego. Era incluso anche tutto il bacino del Colorado.
Tutti questi territori erano all'epoca disabitati o ospitavano piccole comunità di mormoni, in quanto solo la California del nord era abitata a causa dei giacimenti di oro. Inoltre il territorio sterile non era favorevole alle piantagioni e quindi alla schiavitù.
La proposta sembrò irrealizzabile al Congresso americano, anche perché c'erano controversie riguardo alla poligamia praticata all'epoca dai mormoni. Nel 1849, comunque, il presidente Zachary Taylor, per evitare crisi o tensioni a occidente, inviò il suo agente John Wilson a ovest con la proposta di unire Stato di Deseret e California per diminuire il numero di stati nell'Unione e rafforzare così il potere centrale.

### Governo
In mancanza di altre autorità, il Gran Bacino fu sotto il controllo dello Stato di Deseret. Furono tenute tre sessioni dell'Assemblea Generale, un parlamento bicamerale, che nel 1850 nominò dei giudici e stilò un codice di leggi. Furono istituite delle tasse sui liquori e sulle proprietà e fu vietato il gioco d'azzardo. Fu creata una milizia a partire dai resti e dall'organizzazione della legione Nauvoo.
Inizialmente ci furono sei contee, che coprivano solo le valli abitate.

### Bandiera dello Stato di Deseret
Secondo molte descrizioni, la bandiera di Deseret era simile all'attuale bandiera dello Utah, anche se furono utilizzate altre leggere varianti per dimensioni e tonalità di colori. Nella bandiera dello Utah in vigore fino al 2024 erano ripresi il disegno dell'alveare la data di arrivo dei pionieri mormoni, il 1847, posta sopra la data di creazione del moderno Stato dello Utah (1896).

### Creazione del Territorio dello Utah
Nel settembre del 1850, come deciso nel compromesso dello stesso anno, fu creato il Territorio dello Utah con un atto del Congresso, che incorporava solo la porzione settentrionale dello Stato di Deseret.
Il 3 febbraio 1851, Brigham Young divenne il primo governatore del Territorio dello Utah. Il 4 aprile l'Assemblea Generale di Deseret fece passare la risoluzione per il dissolvimento dello Stato di Deseret. Il 4 ottobre, il parlamento territoriale dello Utah adottò le leggi in vigore nello Stato di Deseret.
Quando la ferrovia unì l'ovest all'est e scoppiò la febbre dell'oro in California, l'idea di uno Stato mormone venne infine abbandonata a causa delle migrazioni, anche se tutt'oggi i mormoni sono una forte parte della popolazione nello Utah, nell'Idaho, in Arizona, nel Wyoming e nel Colorado.